# Głowienka kremowa
Głowienka kremowa (Prunella laciniata (L.) L.) – gatunek roślin z rodziny jasnotowatych (Lamiaceae Lindl.).

## Rozmieszczenie geograficzne
Występuje od Portugalii na zachodzie po Iran na wschodzie. W Polsce była podawana z części południowo-zachodniej.

## Morfologia
ŁodygaBiaławo owłosiona, do 70 cm wysokości.
LiściePierzastosieczne lub klapowe, białawo owłosione, liście dolne lirowate.
KwiatyGrzbieciste, żółtawobiałe, długości 15–18 mm. Wargi korony długości 4–5 mm. Środkowy ząbek wargi górnej kielicha większy i szerszy od bocznych.

## Biologia i ekologia
Bylina, hemikryptofit. Gatunek charakterystyczny muraw kserotermicznych z klasy Festuco-Brometea.

## Zagrożenia
Roślina umieszczona na Czerwonej liście roślin i grzybów Polski (2006) w grupie gatunków wymarłych i zaginionych (kategoria zagrożenia Ex). W wydaniu z 2016 roku otrzymała kategorię DD (stopień zagrożenia nie może być określony).